# Anrufliste
Anruflisten sind in modernen Telefonendgeräten von dort abrufbare, automatisiert erstellte Listen, die die Geschichte von Telefonverbindungen eines Teilnehmers wiedergeben.

## Listen Unterteilung
Die Einträge der Liste können in die Kategorien eingehende (Teilnehmer der Anrufliste ist der B-Teilnehmer) und ausgehende (Teilnehmer der Anrufliste ist der A-Teilnehmer) Anrufe eingeteilt werden. Werden diese Arten in zwei eigenen Listen geführt, so spricht man von der Anruferliste für die eingegangen und von Gesprächsdaten-Liste für die ausgegangenen Anrufe.
Darüber hinaus ist es auch üblich, die eingegangenen Anrufe in angenommene und in verpasste Anrufe zu unterteilen. Die ausgehenden Anrufe werden in diesem Zusammenhang gewählte Anrufe genannt.
Die Kategorie eines Anrufes kann als Icon am Eintrag in der Anrufliste angezeigt werden, oder es kann für jede Kategorie eine Eigene Liste verwaltet werden. Jede Liste ist so lang, wie der interne Speicherplatz dies zulässt; ist der Platz verbraucht, wird der jeweils älteste Eintrag überschrieben. Nahezu jedes Mobil- und Festnetztelefon bietet diese Recherchefunktion an. Dabei kann beim Aufruf direkt eine Aktion initiiert werden, die mit dem anderen Teilnehmer im Zusammenhang steht, zum Beispiel Nachricht versenden oder Anrufen.

## Eintragsinformationen
Ein Eintrag in einer Anrufliste enthält zumindest die Anrufkategorie, den Start-Zeitpunkt (Datum und Uhrzeit) des Anrufes und die Rufnummer des anderen Teilnehmers. Bei eingegangenen Anrufen wird die Rufnummer des anderen Teilnehmers nur bei Rufnummernübertragung angezeigt, anderenfalls wird keine Rufnummer, Unbekannt oder Ähnliches ausgegeben.
Häufig wird auch die Dauer des Gespräches vermerkt (in Sekunden oder angebrochenen Minuten). Bei verpassten Anrufen ist die Dauer 0. Dies kann aber auch bei gewählten Anrufen der Fall sein, wenn der Angerufene den Anruf nicht angenommen hat. Letzteres wird in der Regel nicht sonderlich gekennzeichnet bzw. unterschieden.
An Telefonanlagen mit mehreren angeschlossenen Endgeräten wird in der Regel auch die eigene Rufnummer protokolliert. Bei Anschlüssen mit mehreren Rufnummern kann so bei eingehenden Anrufen das Ziel des Anrufes vermerkt werden. Auch die genutzte Rufnummer die bei ausgehenden Anrufen übertragen wird, wird teilweise in Anruflisten mit aufgenommen. Darüber hinaus vermerken manche Telefonanlagen auch die Endgeräte ID des Teilnehmers (z. B. DECT-Basisstationen mit mehreren Mobilteilen speichern teilweise die Mobilteilnummer, da alle Mobilteile die gleichen Rufnummern nutzen können).

## Sonstiges
Der Einzelverbindungsnachweis, der vom Anbieter verwaltet wird, enthält ebenfalls Anruflisten (nach Wunsch mit gekürzten Rufnummern). Diese gelten für den gesamten Rechnungslauf und sind mit Informationen über die Dauer sowie mit den Kosten gekoppelt.
Die Anrufliste ist nicht Bestandteil des DECT-Standards. Da die Anrufliste in der Basisstation gespeichert wird, muss das Mobilteil über eine (proprietäre) Erweiterung diese Informationen abrufen. Dies führt dazu, dass Mobilteile und Basisstationen unterschiedlicher Hersteller zwar die Grundfunktionen des Telefonierens ermöglichen, aber nicht unbedingt das sogenannte Komfortfeature der Anrufliste. Neue Standard-Erweiterungen wie CAT-iq wollen hier Abhilfe schaffen.